# Scaphoideus major
Scaphoideus major är en insektsart som beskrevs av Henry Fairfield Osborn 1900. Scaphoideus major ingår i släktet Scaphoideus och familjen dvärgstritar. Inga underarter finns listade i Catalogue of Life.